# Ústav slovenské literatury Slovenské akademie věd
Ústav slovenské literatury Slovenské akademie věd sídlí na Konventní ulici v Bratislavě.
Byl založen v roce 1953. V roce 1973 byl sloučen s Ústavem světové literatury a jazyků a vznikl literárněvědní ústav SAV. Opět samostatně funguje od roku 1991. Ústav je orientován na základní výzkum v oblasti dějin a teorie slovenské literatury.